# Iklad
Iklad is een plaats (község) en gemeente in het Hongaarse comitaat Pest. Iklad telt 2109 inwoners (2001).